# Muchu!
『muchu!』（むちゅう）は、佐賀県伊万里市を中心に配布されているフリーペーパーの 1つである。現在はA4サイズ・全ページフルカラー印刷。

## 概要
muchu!は佐賀県伊万里市にある印刷会社の三光（さんこう）が女性向けのタウン情報誌として、2008年3月1日から発行しているフリーペーパーである。新聞折り込み配布の他、スーパーマーケットやコンビニエンスストア、飲食店などに設置している。
創刊当初のマガジンは伊万里周辺地域のウエディング、エステ体験、ダイエットなど20～30代女性向けの記事をメインに扱っていたが、読者要望により地元料理やクチコミ投稿、人気スポット、季節のイベントなど、食と遊びなどの紹介を行うようになっていった。創刊時は伊万里市を中心に8ページの冊子30,000部を発行し、新聞折込と店舗設置で展開。隔月1日（奇数月）に発行していたが、徐々に配布店舗のエリアを唐津市、武雄市、佐世保市等の近隣都市にまで展開し、2015年では40,000部を配布。
時代の流れとともに、紙媒体とSNSを活用して情報発信をすることに方向転換し、2023年現在では、店舗設置のみに変更し、情報誌は20,000部。
InstagramやYouTubeチャンネルも立ち上げ、隔週2回情報発信を行なっている。

## 沿革
- 2008年 創刊
伊万里に暮らす女性を応援する情報誌として、（株）三光よりグラフィックデザイナーを選抜し7名でmuchu編集部を立ち上げる。内容はウエディング、エステ体験、ダイエット、地元料理などを紹介する冊子を伊万里市中心に8ページ・30,000部を隔月1日に配布したのが始まり。
- 2009年
編集部を強化。12ページ・40,000部発行に拡大。隣接する唐津市、武雄市、佐世保市、有田町の店舗にも設置配布をするようになる。
- 2011年
22号から20ページに拡大。グルメ話題（食事やカフェ）とビューティ（癒し、コスメ）の内容を軸に、読者投稿のスナップ写真コーナーやモデルコーディネート企画、イケメン特集などが定期的に組まれている。
- 2014年
40号から24ページに。隔月5日発行に変更。ソーシャルメディア展開としてmixiからフェイスブックに移行する。
- 2015年
47号で地域に密着した「新感覚スマートフォンアプリ＜muchu＞」を紹介。コンテンツは情報誌掲載のお店。同時にお店アプリへの個別カスタマイズ販売を開始する。
- 2016年
1月、スマートフォンアプリ＜muchu＞ＣＭ放映開始。伊万里市内のフリーマーケットなどで巨大まりんちゅ登場。意外とでかく2m
- 2017年
1月、新編集部スタート。デザイン一新。

## イメージキャラクター
2008年創刊時から muchu! のイメージキャラクターとして、まりんちゅという年齢不詳・性別不明の謎のキャラクターが用いられている。名前は一般公募で決められ、伊万里の「まり」と、地域の方言で語尾につける「……ちゅー」を合わせた造語まりんちゅが採用された。定期的に開催されるフリーマーケットなどで、巨大キャラクターが登場している。2015年さらにふっくら感が増す。